# Ondres
Pour l’article homonyme, voir Ondres (Alpes-de-Haute-Provence).
Ondres est une commune française située dans le département des Landes, en région Nouvelle-Aquitaine.
C'est un village touristique possédant une plage sur l'océan Atlantique.
Le gentilé est Ondrais.

## Géographie

### Localisation
Cette petite station balnéaire de la côte landaise est située au sud du département des Landes, dans l'aire d'attraction de Bayonne.

### Communes limitrophes
Les communes limitrophes sont  Labenne, Saint-Martin-de-Seignanx et Tarnos.
|                  | Labenne |                          |
| Océan Atlantique | Ondres  | Saint-Martin-de-Seignanx |
|                  | Tarnos  |                          |

### Climat
Le climat qui caractérise la commune est qualifié, en 2010, de « climat océanique franc », selon la typologie des climats de la France qui compte alors huit grands types de climats en métropole. En 2020, la commune ressort du type « climat océanique » dans la classification établie par Météo-France, qui ne compte désormais, en première approche, que cinq grands types de climats en métropole. Ce type de climat se traduit par des températures douces et une pluviométrie relativement abondante (en liaison avec les perturbations venant de l'Atlantique), répartie tout au long de l'année avec un léger maximum d'octobre à février.
Les paramètres climatiques qui ont permis d’établir la typologie de 2010 comportent six variables pour les températures et huit pour les précipitations, dont les valeurs correspondent à la normale 1971-2000. Les sept principales variables caractérisant la commune sont présentées dans l'encadré ci-après.
| Paramètres climatiques communaux sur la période 1971-2000 - Moyenne annuelle de température : 13,8 °C - Nombre de jours avec une température inférieure à −5 °C : 1,2 j - Nombre de jours avec une température supérieure à 30 °C : 4,1 j - Amplitude thermique annuelle : 12,7 °C - Cumuls annuels de précipitation : 1 414 mm - Nombre de jours de précipitation en janvier : 13,5 j - Nombre de jours de précipitation en juillet : 8,1 j |

Avec le changement climatique, ces variables ont évolué. Une étude réalisée en 2014 par la direction générale de l'Énergie et du Climat complétée par des études régionales prévoit en effet que la  température moyenne devrait croître et la pluviométrie moyenne baisser, avec toutefois de fortes variations régionales. Ces changements peuvent être constatés sur la station météorologique de Météo-France la plus proche, « Soorts-Hossegor », sur la commune de Soorts-Hossegor, mise en service en 1954 et qui se trouve à 11 km à vol d'oiseau,, où la température moyenne annuelle est de 14,5 °C et la hauteur de précipitations de 1 125,1 mm pour la période 1981-2010. Sur la station météorologique historique la plus proche, « Dax », sur la commune de Dax,  mise en service en 1958 et à 36 km, la température moyenne annuelle évolue de 13,8 °C pour la période 1971-2000, à 14,3 °C pour 1981-2010, puis à 14,5 °C pour 1991-2020.

## Urbanisme

### Typologie
Au 1er janvier 2024, Ondres est catégorisée ceinture urbaine, selon la nouvelle grille communale de densité à sept niveaux définie par l'Insee en 2022.
Elle appartient à l'unité urbaine d'Ondres, une unité urbaine monocommunale constituant une ville isolée,. Par ailleurs la commune fait partie de l'aire d'attraction de Bayonne (partie française), dont elle est une commune de la couronne,. Cette aire, qui regroupe 56 communes, est catégorisée dans les aires de 200 000 à moins de 700 000 habitants,.
La commune, bordée par l'océan Atlantique, est également une commune littorale au sens de la loi du 3 janvier 1986, dite loi littoral. Des dispositions spécifiques d’urbanisme s’y appliquent dès lors afin de préserver les espaces naturels, les sites, les paysages et l’équilibre écologique du littoral, tel le principe d'inconstructibilité, en dehors des espaces urbanisés, sur la bande littorale des 100 mètres, ou plus si le plan local d’urbanisme le prévoit.

### Occupation des sols

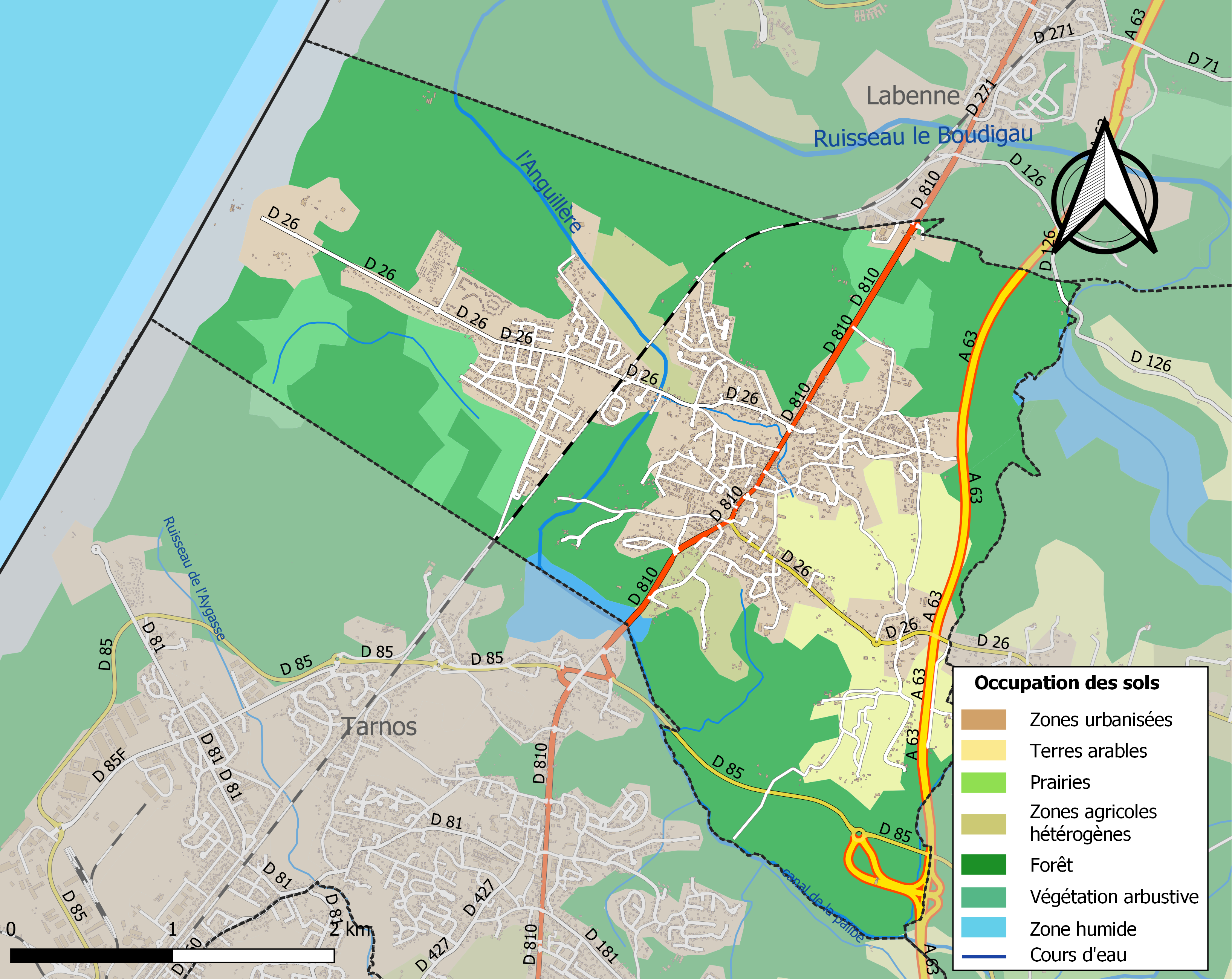
Carte des infrastructures et de l'occupation des sols de la commune en 2018 (CLC).

L'occupation des sols de la commune, telle qu'elle ressort de la base de données européenne d’occupation biophysique des sols Corine Land Cover (CLC), est marquée par l'importance des forêts et milieux semi-naturels (61,7 % en 2018), en diminution par rapport à 1990 (64,3 %). La répartition détaillée en 2018 est la suivante : forêts (51,8 %), zones urbanisées (22,5 %), terres arables (8,7 %), milieux à végétation arbustive et/ou herbacée (6,3 %), zones agricoles hétérogènes (3,9 %), espaces ouverts, sans ou avec peu de végétation (3,6 %), espaces verts artificialisés, non agricoles (2 %), eaux continentales (0,6 %), zones industrielles ou commerciales et réseaux de communication (0,5 %). L'évolution de l’occupation des sols de la commune et de ses infrastructures peut être observée sur les différentes représentations cartographiques du territoire : la carte de Cassini (XVIIIe siècle), la carte d'état-major (1820-1866) et les cartes ou photos aériennes de l'IGN pour la période actuelle (1950 à aujourd'hui).

### Lieudits et hameaux
Trois quartiers composent la commune d'Ondres :
- la Montagne ;
- le Bourg ;
- l'Estencome (Estancoumes sur les cartes IGN).

### Voies de communication et transports

#### Voies
| 145 odonymes recensés à Ondres au 18 janvier 2014 | 145 odonymes recensés à Ondres au 18 janvier 2014 | 145 odonymes recensés à Ondres au 18 janvier 2014 | 145 odonymes recensés à Ondres au 18 janvier 2014 | 145 odonymes recensés à Ondres au 18 janvier 2014 | 145 odonymes recensés à Ondres au 18 janvier 2014 | 145 odonymes recensés à Ondres au 18 janvier 2014 | 145 odonymes recensés à Ondres au 18 janvier 2014 | 145 odonymes recensés à Ondres au 18 janvier 2014 | 145 odonymes recensés à Ondres au 18 janvier 2014 | 145 odonymes recensés à Ondres au 18 janvier 2014 | 145 odonymes recensés à Ondres au 18 janvier 2014 | 145 odonymes recensés à Ondres au 18 janvier 2014 | 145 odonymes recensés à Ondres au 18 janvier 2014 | 145 odonymes recensés à Ondres au 18 janvier 2014 | 145 odonymes recensés à Ondres au 18 janvier 2014 |
| Allée                                             | Avenue                                            | Bld                                               | Chemin                                            | Cité                                              | Impasse                                           | Passage                                           | Place                                             | Promenade                                         | Rd-point                                          | Route                                             | Rue                                               | Square                                            | Villa                                             | Autres                                            | Total                                             |
| ------------------------------------------------- | ------------------------------------------------- | ------------------------------------------------- | ------------------------------------------------- | ------------------------------------------------- | ------------------------------------------------- | ------------------------------------------------- | ------------------------------------------------- | ------------------------------------------------- | ------------------------------------------------- | ------------------------------------------------- | ------------------------------------------------- | ------------------------------------------------- | ------------------------------------------------- | ------------------------------------------------- | ------------------------------------------------- |
| 25                                                | 7                                                 | 0                                                 | 35                                                | 0                                                 | 44                                                | 1                                                 | 6                                                 | 1                                                 | 0                                                 | 3                                                 | 18                                                | 0                                                 | 0                                                 | 5                                                 | 145                                               |
| Notes « N »                                       | Notes « N »                                       | 1. 2. 3. 4. 5. 6.                                 | 1. 2. 3. 4. 5. 6.                                 | 1. 2. 3. 4. 5. 6.                                 | 1. 2. 3. 4. 5. 6.                                 | 1. 2. 3. 4. 5. 6.                                 | 1. 2. 3. 4. 5. 6.                                 | 1. 2. 3. 4. 5. 6.                                 | 1. 2. 3. 4. 5. 6.                                 | 1. 2. 3. 4. 5. 6.                                 | 1. 2. 3. 4. 5. 6.                                 | 1. 2. 3. 4. 5. 6.                                 | 1. 2. 3. 4. 5. 6.                                 | 1. 2. 3. 4. 5. 6.                                 | 1. 2. 3. 4. 5. 6.                                 |
| Sources : rue-ville.info & OpenStreetMap          |                                                   |                                                   |                                                   |                                                   |                                                   |                                                   |                                                   |                                                   |                                                   |                                                   |                                                   |                                                   |                                                   |                                                   |                                                   |

#### Transports en commun
Pendant la période estivale un réseau de navette dessert Ondres reliant le bourg à la plage.

### Risques majeurs
Le territoire de la commune d'Ondres est vulnérable à différents aléas naturels : météorologiques (tempête, orage, neige, grand froid, canicule ou sécheresse), feux de forêts, mouvements de terrains et séisme (sismicité modérée). Il est également exposé à un risque technologique,  le transport de matières dangereuses. Un site publié par le BRGM permet d'évaluer simplement et rapidement les risques d'un bien localisé soit par son adresse soit par le numéro de sa parcelle.

#### Risques naturels
Ondres est exposée au risque de feu de forêt. Depuis le 20 avril 2016, les départements de la Gironde, des Landes et de Lot-et-Garonne disposent d’un règlement interdépartemental de protection de la forêt contre les incendies. Ce règlement vise à mieux prévenir les incendies de forêt, à faciliter les interventions des services et à limiter les conséquences, que ce soit par le débroussaillement, la limitation de l’apport du feu ou la réglementation des activités en forêt. Il définit en particulier cinq niveaux de vigilance croissants auxquels sont associés différentes mesures,.
Les mouvements de terrains susceptibles de se produire sur la commune sont un recul du trait de côte et de falaises et des tassements différentiels.

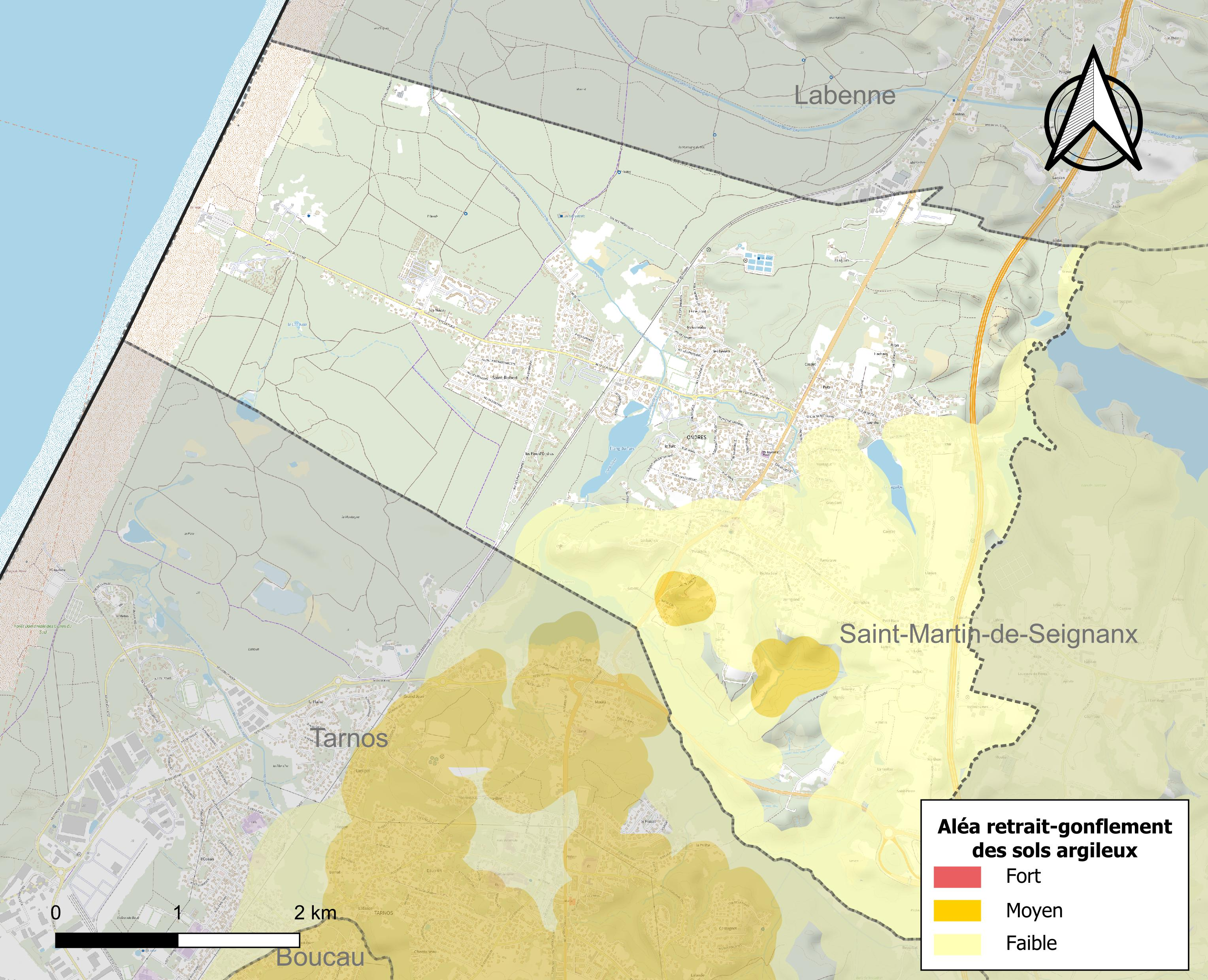
Carte des zones d'aléa retrait-gonflement des sols argileux d'Ondres.

Le retrait-gonflement des sols argileux est susceptible d'engendrer des dommages importants aux bâtiments en cas d’alternance de périodes de sécheresse et de pluie. 1,8 % de la superficie communale est en aléa moyen ou fort (19,2 % au niveau départemental et 48,5 % au niveau national). Sur les 2 008 bâtiments dénombrés sur la commune en 2019,  15 sont en aléa moyen ou fort, soit 1 %, à comparer aux 17 % au niveau départemental et 54 % au niveau national. Une cartographie de l'exposition du territoire national au retrait gonflement des sols argileux est disponible sur le site du BRGM,.
La commune a été reconnue en état de catastrophe naturelle au titre des dommages causés par les inondations et coulées de boue survenues en 1988, 1999, 2008, 2009, 2013, 2018 et 2020 et au titre des inondations par remontée de nappe en 2013 et 2020 et par des mouvements de terrain en 1999

#### Risques technologiques
Le risque de transport de matières dangereuses sur la commune est lié à sa traversée par une ou des infrastructures routières ou ferroviaires importantes ou la présence d'une canalisation de transport d'hydrocarbures. Un accident se produisant sur de telles infrastructures est susceptible d’avoir des effets graves sur les biens, les personnes ou l'environnement, selon la nature du matériau transporté. Des dispositions d’urbanisme peuvent être préconisées en conséquence.

## Toponymie
Son nom occitan gascon est Ondres (['ũdrɘs]).

## Histoire
Avant le développement du tourisme, Ondres avait une vocation rurale. Les habitants exploitaient plus particulièrement les pins (exploitation du bois mais aussi de la résine) et les pignes (pommes de pin). Lors de la Seconde Guerre mondiale, des installations dans la forêt à proximité de l'océan (le camp des Pins), servaient de base de repos pour les officiers en partance vers le front de l'Est.

## Politique et administration

### Tendances politiques et résultats
Ondres est un bourg de tradition politique radicaux-socialistes de gauche avec un noyau dur communiste jusqu'à l'élection du dr. de Cazanove fils.

### Liste des maires
| Période                                  | Période      | Identité               | Étiquette | Qualité |
| ---------------------------------------- | ------------ | ---------------------- | --------- | --- |
| 1830                                     | 1836         | Jean-Louis Lavie       |           | |
| 1836                                     | 1845         | Étienne Pouy           |           | |
| 1845                                     | 1848         | Jean-Baptiste Sescau   |           | |
| 1848                                     | 1850         | Hippolyte Lavie        |           | |
| 1850                                     | 1878         | Jean Dupruilh          |           | |
| 1878                                     | 1910         | Jean-Paul Lavie        |           | |
| 1910                                     | 1919         | Maurice Lavie          |           | |
| 1919                                     | 1944         | Louis Lesca            | DVD       | Médecin Conseiller général (1931-1937, 1951-1958) |
| 1944                                     | 1946         | Jean-Baptiste Baudonne |           | |
| 1946                                     | 1947         | Henri Capdeville       |           | |
| 1947                                     | 1965         | Louis Cazenave         |           | |
| 1965                                     | 1977         | Georges Laffont        |           | |
| 1977                                     | 1995         | Francis Lartigau       |           | |
| juin 1995                                | mars 2001    | Patrick de Casanove    | DVD       | Médecin généraliste |
| mars 2001                                | mars 2014    | Bernard Corrihons      | PS        | Retraité EDF |
| mars 2014                                | juillet 2020 | Éric Guilloteau        | PS        | Conseiller régional Nouvelle-Aquitaine (2009-2015) Enseignant du second degré Président de la communauté de communes du Seignanx (2014-2020)                                                                           |
| juillet 2020                             | En cours     | Eva Belin              | App.PCF   | Assistante administrative (CPAM) Conseillère départementale du canton du Seignanx (2015-) Vice-présidente de la communauté de communes du Seignanx (2020-) Vice-présidente du Conseil départemental des Landes (2021-) |
| Les données manquantes sont à compléter. |              |                        |           | |

### Politique environnementale
Dans son palmarès 2024, le Conseil national de villes et villages fleuris de France a attribué une fleur à la commune.

### Jumelages
- La Rambla (Cordoue) (Espagne)[33].

## Démographie
| 1793 | 1800 | 1806 | 1821 | 1831  | 1836  | 1841  | 1846  | 1851  |
| ---- | ---- | ---- | ---- | ----- | ----- | ----- | ----- | ----- |
| 450  | 554  | 613  | 739  | 1 003 | 1 026 | 1 047 | 1 037 | 1 069 |

| 1856  | 1861  | 1866  | 1872  | 1876  | 1881  | 1886  | 1891  | 1896  |
| ----- | ----- | ----- | ----- | ----- | ----- | ----- | ----- | ----- |
| 1 169 | 1 228 | 1 302 | 1 207 | 1 208 | 1 218 | 1 309 | 1 347 | 1 335 |

| 1901  | 1906  | 1911  | 1921  | 1926  | 1931  | 1936  | 1946  | 1954  |
| ----- | ----- | ----- | ----- | ----- | ----- | ----- | ----- | ----- |
| 1 331 | 1 402 | 1 414 | 1 256 | 1 265 | 1 246 | 1 227 | 1 429 | 1 278 |

| 1962  | 1968  | 1975  | 1982  | 1990  | 1999  | 2006  | 2007  | 2012  |
| ----- | ----- | ----- | ----- | ----- | ----- | ----- | ----- | ----- |
| 1 419 | 1 523 | 2 073 | 2 704 | 3 100 | 3 650 | 4 244 | 4 328 | 4 707 |

| 2017  | 2022  | - | - | - | - | - | - | - |
| ----- | ----- | - | - | - | - | - | - | - |
| 5 358 | 6 194 | - | - | - | - | - | - | - |

## Économie & tourisme
L'économie est principalement basée sur le tourisme. Ondres est une station balnéaire qui accueille des touristes de Pâques à Toussaint, avec un pic de fréquentation en été. La plage surveillée de juin à septembre attire locaux et touristes. Ces derniers qui séjournent principalement en hôtellerie de plein air (4 campings, 1 résidence et 1 hôtel) peuvent profiter des équipements : bar, restaurants, école de surf, desserte navette en été. En plus de la plage, la commune d'Ondres est aussi appréciée pour sa forêt : pistes cyclables (location de vélos), Vélodyssée sentiers pédestres, parcours équestre (haras des plages). 
La plupart des commerces et services se trouvent au centre bourg : mairie, écoles, restaurants, alimentation, complexe sportif Larrendart, salle Capranie, office de tourisme du Seignanx...

## Lieux et monuments

### Édifices et sites
- Château de La Roque construit en 1130 par le comte de Cominges, qui domine le lac de Garros
- Église Saint-Pierre d'Ondres
- L'école publique qui borde la route nationale 810, a été construite avec les pierres de l'ancienne église
- Lac de Garros
- Lac du Turc
- Étang de Beyre
- Lac de la Laguibe
- Le camp des Pins

## Vie pratique

### Culture
- Marché le dimanche matin
- Folklore landais sur échasses et danses au sol avec les bergers du Seignanx

### Activités sportives
Le cadre naturel préservé de la commune d'Ondres permet la pratique de nombreux sports : l'océan permet la baignade (surveillée), la pratique du surf et autres sports de glisse. La forêt se découvre à pied (sentiers pédestres balisés), à vélo (piste cyclable landaise) ou à cheval (centre équestre d'Ondres). L'océan, le lac du Turc ou le canal de l'Anguillère permettent également tous les types de pêche. La commune dispose enfin d'équipements sportifs de qualité (stade, tennis, trinquet, mur à gauche, fronton, mini-golf…).

## Personnalités liées à la commune
- Pierre E. Lamaison (1896-1980), éditeur, illustrateur et résistant  français y est né.
- Jean Duhau (1906-1973), joueur et entraîneur de rugby à XIII y est né.
- Gojira (formé en 1996), groupe de metal, créé sur la commune dont
  - Mario Duplantier (1981-), musicien du groupe y est né.
- Joan Duru (1989-), surfeur y réside.
- Simon Labouyrie (1991-), joueur de rugby à XV y est né.
- Yann Lesgourgues (1991-), joueur de rugby à XV y a joué en junior.